# Mistrovství Československa jednotlivců na klasické ploché dráze 1991
Mistrovství Československa jednotlivců na klasické ploché dráze 1991.

## Finále

### Březolupy- 8. září 1991
| Pořadí | Jméno                | Klub                   | Body          | Body celkem |
| ------ | -------------------- | ---------------------- | ------------- | ----------- |
| 1.     | Václav Milík         | Zlatá přilba Pardubice | 3,3,3,3,3,    | 15          |
| 2.     | Bohumil Brhel        | PSK Olymp Praha        | 3,2,3,3,3     | 14          |
| 3.     | Lubomír Jedek        | Olymp Praha            | 2,1,3,2,3     | 11          |
| 4.     | Jaroslav Gavenda     | AK Březolupy           | 2,3,2,0,3     | 10          |
| 5.     | Karel Průša          | AK Chabařovice         | 2,3,2,0,3     | 10          |
| 6.     | Jan Schinágl         | Zlatá přilba Pardubice | 3,3,1,2,0     | 9           |
| 7.     | Antonín Kasper       | PSK Olymp Praha        | 0,2,2,2,2     | 8           |
| 8.     | Pavel Karnas         | Zlatá přilba Pardubice | 3,3,0,1,w     | 7           |
| 9.     | Vladimír Kalina      | Zlatá přilba Pardubice | 2,0,3,1,1     | 7           |
| 10.    | Jan Holub            | PSK Olymp Praha        | 0,2,2,0,2     | 6           |
| 11.    | Tomáš Topinka        | PSK Olymp Praha        | 1,1,1,2,1     | 6           |
| 12.    | Vlastimil Červenka   | AK Březolupy           | w,2,2,1,u     | 5           |
| 13.    | Bořivoj Hádek        | ČSAD Plzeň             | 0,0,1,0,2     | 3           |
| 14.    | Roman Matoušek       | PSK Olymp Praha        | 1,1,W, ns,ns  | 2           |
| 15.    | Gašpar Forgáč        | Zlatá přilba Pardubice | 1,w,w,n,0     | 1           |
| 16.    | Petr Vandírek        | PSK Olymp Praha        | 1,ns,ns,ns,ns | 1           |
| 17.    | Zdeněk Schneiderwind | PSK Olymp Praha        | 1,3,2         | 6R          |
| 18.    | Robert Ráliš         | AK Liberec             | 1,1,u         | 2R          |

## Polofinále 1

### Chabařovice- 3. srpna 1991
| Pořadí | Jméno             | Klub                   | Body        | Body celkem |
| ------ | ----------------- | ---------------------- | ----------- | ----------- |
| 1.     | Václav Milík      | Zlatá přilba Pardubice | 3,3,3,3,3,  | 15          |
| 2.     | Bohumil Brhel     | PSK Olymp Praha        | 3,3,3,2,2   | 13          |
| 3.     | Petr Vandírek     | PSK Olymp Praha        | 3,2,3,1,3   | 12          |
| 4.     | Pavel Karnas      | Zlatá přilba Pardubice | 3,1,2,3,2   | 11          |
| 5.     | Jan Schinágl      | Zlatá přilba Pardubice | 2,1,2,2,3   | 10          |
| 6.     | Karel Průša       | AK Chabařovice         | 2,3,3,w,1   | 10          |
| 7.     | Vladimír Kalina   | Zlatá přilba Pardubice | 2,u,2,3,2   | 9           |
| 8.     | Jaroslav Gavenda  | AK Březolupy           | 1,2,2,1,2   | 8           |
| 9.     | Robert Ráliš      | AK Liberec             | 0,2,2,1,2   | 8           |
| 10.    | Josef Svízela     | AK AK Březolupy        | 1,1,1,3,1   | 7           |
| 11.    | Václav Koucký     | AK Slaný               | 0,3,0,2,1   | 6           |
| 12.    | Daniel Pfleger    | AK Markéta Praha       | 2,0,1,1,0   | 4           |
| 13.    | Anton Blusk       | Preglejka Žarnovica    | 0,2,0,0,0   | 2           |
| 14.    | Jan Hádek         |                        | 1,1,w,ns,ns | 2           |
| 15.    | František Ledecký | AK Slaný               | 1,w,1       | 2R          |
| 16.    | Martin Paták      | AK Markéta Praha       | 10,0,w,0,1  | 1           |

## Polofinále 2

### Plzeň- 4. srpna 1991
| Pořadí | Jméno                | Klub                   | Body        | Body celkem |
| ------ | -------------------- | ---------------------- | ----------- | ----------- |
| 1.     | Roman Matoušek       | AK Slaný               | 3,3,3,3,3   | 15          |
| 2.     | Bořivoj Hádek        | ČSAD Plzeň             | 3,1,3,2,2   | 11          |
| 3.     | Gašpar Forgáč        | Zlatá přilba Pardubice | 2,3,2,2,2,  | 11          |
| 4.     | Lubomír Jedek        | Olymp Praha            | 3,2,2,1,3   | 11          |
| 5.     | Jan Holub            | PSK Olymp Praha        | u,2,3,2,3   | 10          |
| 6.     | Tomáš Topinka        | AK Markéta Praha       | 3,1,2,3,1   | 10          |
| 7.     | Vlastimil Červenka   | AK Březolupy           | 1,3,3,0,2   | 9           |
| 8.     | Antonín Kasper       | PSK Olymp Praha        | 2,w,1,3,3   | 9           |
| 9.     | Zdeněk Schneiderwind | PSK Olymp Praha        | 2,3,w,2,1   | 8           |
| 10.    | Pavel Koten          | AK Chabařovice         | 2,1,0,3,1   | 7           |
| 11.    | Zdeněk Holub         | AK Chabařovice         | 1,0,1,1,2   | 5           |
| 12.    | Antonín Šváb         | AK Markéta Praha       | 1,2,0,1,1,  | 5           |
| 13.    | Jan Fejfar           | PSK Olymp Praha        | 1,0,1,1,0   | 3           |
| 14.    | Jaromír Lach         | Tatra Kopřivnice       | 0,0,2,0,0   | 2           |
| 15.    | Vladimír Višváder    | VTJ Racek Pardubice    | w,2,u,0,0   | 2           |
| 16.    | Martin Rybenský      | Zlatá přilba Pardubice | 0,1,w,ns,ns | 1           |

## Kvalifikace

### Kopřivnice- 1. května 1991
| Pořadí |      | Jméno              | Klub                   | Body       | Body celkem |
| ------ | ---- | ------------------ | ---------------------- | ---------- | ----------- |
| 1.     | (2)  | Robert Ráliš       | AK Liberec             | 3,3,2,3,3  | 14          |
| 2.     | (5)  | Vlastimil Červenka | AK Březolupy           | 3,2,3,2,3  | 13          |
| 3.     | (10) | Martin Rybenský    | Zlatá přilba Pardubice | 3,f,2,3,3  | 11          |
| 4.     | (14) | Jaroslav Obr       | AK Slaný               | 3,1,3,3,1  | 11          |
| 5.     | (12) | Josef Svízela      | AK AK Březolupy        | 2,2,0,2,3  | 9           |
| 6.     | (6)  | Zdeněk Holub       | AK Chabařovice         | 2,2,3,x,2  | 9           |
| 7.     | (7)  | Václav Koucký      | AK Slaný               | 1,1,3,1,2  | 8           |
| 8.     | (1)  | Jaromír Lach       | Tatra Kopřivnice       | 2,3,2,0,1  | 8           |
| 9.     | (4)  | František Ledecký  | AK Slaný               | 1,3,1,1,2  | 8           |
| 10.    | (15) | Miroslav Dohnal    | AK Březolupy           | 2,3,1,2,-  | 8           |
| 11.    | (9)  | Vladislav Hudák    | AK Čakovice            | 0,1,2,3,x  | 6           |
| 12.    | (16) | Karel Kouba        | ČSAD Plzeň             | 1,1,1,1,1  | 5           |
| 13.    | (3)  | Jaroslav Pták      | ČSAD Plzeň             | 0,2,t,0,1  | 3           |
| 14.    | (11) | Roman Holoch       | AK Chabařovice         | 1,ef,0,2,f | 3           |
| 15.    | (8)  | Jiří Petrášek      | AK Čakovice            | 0,0,1,1,ef | 2           |
| 16.    | (17) | Rudolf Dvořák      | Tatra Kopřivnice       | x,2,0      | 2R          |
| 17.    | (13) | Miroslav Dlugoš    | AK Mariánské Lázně     | 0,2m,0,x,- | 1           |